# 戸田光直
戸田 光直（とだ みつなお、明暦3年（1657年） - 享保元年8月2日（1716年9月17日））は、江戸時代中期の旗本。北方戸田家初代。

## 経歴
美濃加納藩初代藩主松平光重の三男。2代藩主松平光永の弟。正室は交代寄合横田溝口家の溝口宣就の娘。子に戸田光言がいる。幼名は千代松、通称は孫七郎、内蔵助。初名は光賢。
寛文8年（1668年）、兄の光永が家督を相続した際、兄の光正（文殊戸田家）と共に同国本巣郡・席田郡5,000石を分知された。同年10月11日、将軍徳川家綱に拝謁し、寄合に列した。
元禄3年（1690年）7月10日に定火消となるが、元禄14年（1701年）に懈怠により小普請に降格となった。
享保元年（1716年）没、享年60。小石川の祥雲寺に葬られた。
子の光言の跡は、本家の松平光煕の四男の光清が養子入りした。その後、本家に婿として養嗣子（松平光行）を出すなどしながら、同家は幕末まで旗本として存続する。